# Murata Seifū

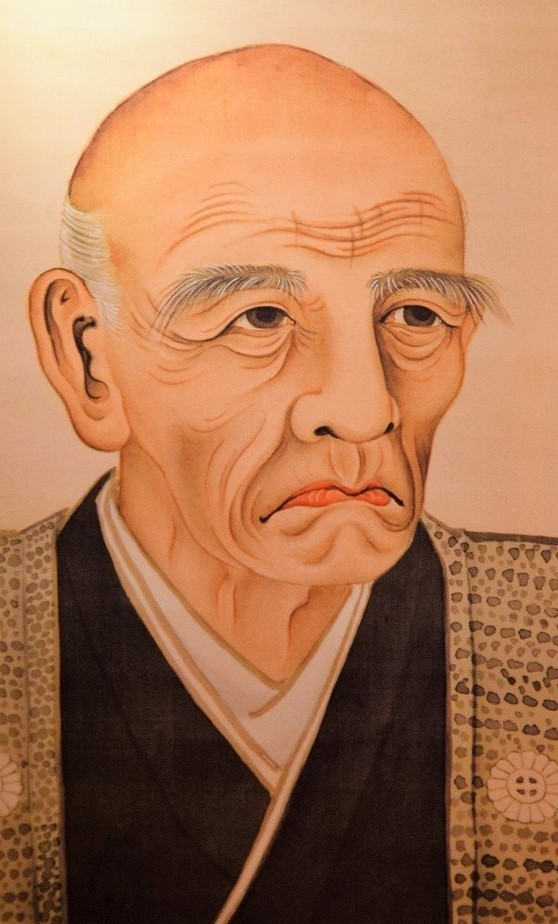
Murata Seifū

Murata Seifū (japanisch 村田 清風; geboren 26. Mai 1783 im Dorf Misumi, Kreis Ōtsu, Provinz Nagato (heute Stadt Nagato, Präfektur Yamaguchi); gestorben 9. Juli 1855 ebenda) war ein japanischer Samurai der Chōshū-Domäne (englisch für das Chōshū-han). Er lebte in der späten Edo-Zeit und setzte sich für die Reform der Domänenregierung ein.

## Leben und Wirken

### Frühe Jahre
Murata Seifū, bei gleichen Zeichen auch Murata Kiyokaze genannt, wurde als ältester Sohn von Murata Shirōzaemon (村田 四郎左衛門), einem Bezirksrichter mit einem bescheidenen Einkommen von 50 Koku, geboren. Gewöhnlich wurde er Kamenosuke (亀之助), Shinzaemon (新左衛門), Shirōzaemon (四郎左衛門) oder Oribe (織部) genannt. Er führte die „Gō“ Shōsai (松斎), Masau (嘯雨), Tōyō (東陽), Baidō (梅堂), Geppa Rōshu (月波楼主), Seiō (静翁), Seifū (清風). Sein Kindheitsname war Mufu (穆夫).
Im Alter von 15 Jahren trat Murata in die Domänenschule „Meirinkan“ (明倫館) ein und schloss sich 1808 der Gruppe „Temawari-gumi“ (手廻組) an, die als enge Diener des Domänenherrn dienten, und wurde Pagenführer. 1810 wurde er zum Privatsekretär, zu einer Schlüsselposition in der Verwaltung der Domäne, ernannt. Er studierte militärische Taktiken, beteiligte sich an der Verteidigungsstrategie gegen ausländische Schiffe und leitete die Reform des Militärsystems ein. Dabei legte er den Schwerpunkt auf die Beschaffung von großen und kleinen Kanonen und auf die Bildung des militärischen Selbstvertrauens. Im Jahr 1819 übernahm er die Leitung seiner Familie.
Murata wurde auf verschiedene Positionen befördert und wurde für die Finanzen und die Zivilverwaltung verantwortlich. Er bekleidete wichtige Positionen, wie die des Adjutanten des Daimyō, und die des Fondverwalters der Domäne (撫育方頭人, Buiku-kata no Tōjin). Unmittelbar nach dem „Großen Volksaufstand“ (大一揆, Dai Ikki) von 1831, der das gesamte Herrschaftsgebiet erschütterte, wurde er zum höchsten Beamten im Amt. Er plante eine Steuerreform, die jedoch nicht angenommen wurde, worauf er zurücktrat.

### Spätere Jahre
Im Jahr 1838 wurde Murata vom neuen Herrn der Domäne Mōri Takachika (毛利 敬親; 1819–1871) wieder eingestellt und zum Vertreter beim Bakufu ernannt. Er begann im selben Jahr mit den Tempō-Reformen der Chōshū-Domäne. Zu den Tempō-Reformen gehörten die Umstrukturierung der Klanschulden, Erleichterungen bei der Kürzung der Samurai-Stipendien, die Ausweitung der Fähigkeit es Hafens von Shimonoseki Fracht an fremde Länder zu verschicken, die Förderung der kommerziellen Kontrolle und die Neuordnung öffentlicher und privater Samurai-Kredite. 1840 entschloss er sich zu einem einmaligen Schritt: er veröffentlichte das Budget der Domäne und rief zu Vorschlägen auf. Murata bemühte sich auch um eine Reform des Militärsystems und führte 1843 die Großübung am Hagadai (羽賀台) gegen die Opposition im Lande durch. Die Zahlungsmethode auf 37 Jahre für öffentliche Kredite, die die Belastung der Händler bei der Begleichung der Schulden der Samurai erhöhte, erregte jedoch Widerstand. Weiter führte das Vorgehen des Shogunats gegen das Wirtschaftsmonopol verschiedener Klans jedoch dazu, dass die Reform ins Stocken geriet.
Im folgenden Jahr, 1844, gab Murata auf Grund des Widerstands der Kaufleute wieder sein Amt auf und kehrte in seine Heimat, ins Dorf Misumi zurück. Dort gründete er eine Schule, genannt „Sonseidō“ (尊聖堂), gedacht für die Ausbildung in Literatur und in Kampfkünsten sowie zur Besprechung von Verteidigungsmaßnahmen gegenüber dem Ausland. Er hatte einen guten Ruf als kompetenter Beamter, der sich in praktischen Angelegenheiten bestens auskannte. 1855 wurde er von seinem Nachfolger, Sufu Masanosuke (周布 政之助; 1823–1852), gebeten, wieder mitzuarbeiten und als Berater der Edo-Regierung zu fungieren. Er starb jedoch bald darauf aufgrund des erneuten Auftretens einer Lähmung.